# Nannaco
Nannaco (in greco antico Ναννακός Nannakos), in mitologia, è un re antediluviano della Frigia.

## La leggenda
Secondo un oracolo, alla sua morte sarebbe avvenuto il Diluvio universale. Per evitare che la profezia si avverasse, il re cercò di convincere gli dei con incessanti preghiere, assieme a tutto il suo popolo. Nacque così l'espressione proverbiale "lamentarsi con Nannaco".
Secondo un'altra versione del mito, Nannaco morì all'età di 300 anni e, immediatamente dopo, un'imponente alluvione distrusse completamente il territorio della Frigia.

## Fonti
- Ipponatte